# Prämonstratenserkloster Türje

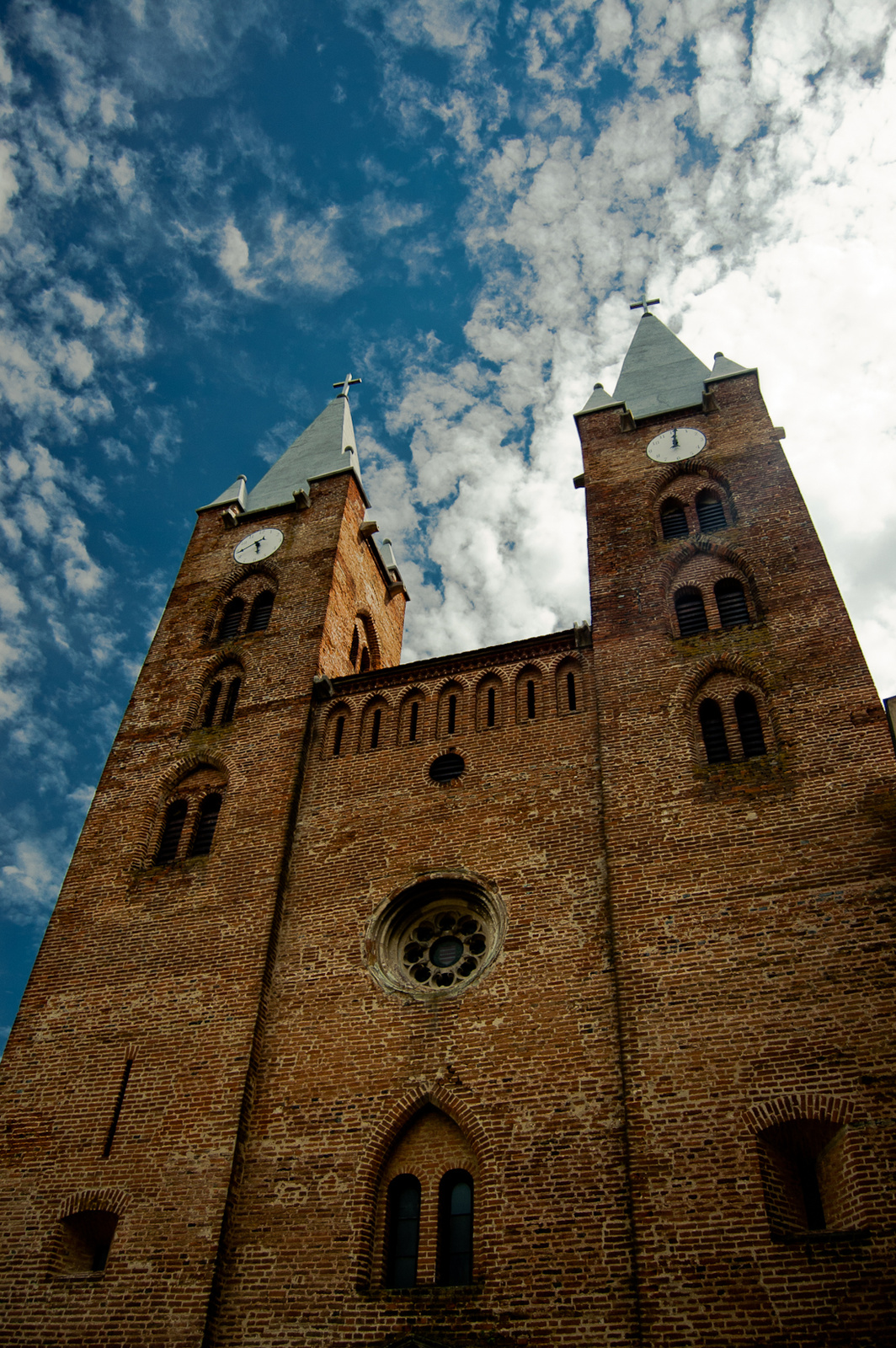
Westansicht der Klosterkirche

Das Prämonstratenserkloster Türje ist eine ehemalige Klosteranlage im ungarischen Komitat Zala. Die im Kern spätromanische Klosterkirche Mariae Verkündigung entstand um 1230 unter Leitung eines französischen Meisters und steht mit den sich südlich anschließenden Klostergebäuden frei auf einem kleinen Hügel im Ort Türje.

## Geschichte
Das Kloster wurde von Dénes von Türje (auch: Dénes Szentgróti) schon vor 1230 gegründet, der Bau der Kirche erfolgte erst später. Die erste urkundliche Erwähnung des Klosters stammt aus dem Besuchsbuch (ungarisch: vizitációs jegyzőkönyvből) der Prämonstratenser, als ein Propst 1240 die Bauarbeiten an der Klosterkirche besichtigte.
Fülöp (deutsch: Philipp) Szentgróti, der Neffe des Klostergründers und der spätere Erzbischof von Gran erwirkte 1260 bei Papst Alexander IV. Privilegien für das Kloster, wie das Beurkundungsrecht und die Selbstverwaltung und trug so maßgeblich zum Aufschwung von Ort und Kloster bei.
1532 kam es durch den ersten Türkeneinfall zu schweren Schäden an der Kirche. Um 1550 hielt die Reformation Einzug, und die Mönche wurden vertrieben. Ein Klosterleben existierte für die nächsten Jahre nicht mehr.
1566 wurde die Kirche von christlichen Söldnern der Burg von Sümeg geplündert, angezündet und teilweise zerstört. Der letzte Propst, Benedek (deutsch: Benedikt) Kövesy, floh mit seinen Brüdern nach Veszprém. Die Kirche wurde zwar renoviert, aber ab diesem Zeitpunkt gab es in Türje keine Propstei mehr. Das Amt blieb zwar bestehen, aber Amt, Titel und Rechte des Propstes gingen auf den Bischof von Veszprém, András Köves, über, der Türje zu einer Grenzburg gegen die Türkenangriffe ausbauen ließ.
Ab dem Jahr 1720 kehrte der Prämonstratenserorden zurück und siedelte sich in Türje wieder an. Ab 1724 wurde unter Adalbert Pintár das neue Kloster erbaut, aber nicht mehr am alten Platz, sondern an der Südseite der Kirche. 1779 waren die Anlagen – mit Unterbrechung in den Jahren 1740 bis 1763 – fertiggestellt. Die Propstei unterstand bis 1738 dem Prämonstratenserstift in Pernegg bei Horn im Waldviertel. Dann verkaufte der Abt von Pernegg das Kloster Türje an das Hradisch in Mähren (heute Tschechien). Von 1741 bis 1786 und von 1802 an gehörte das Kloster Türje zur Abtei Csorna.
1785 wurde von Kaiser Joseph II. im Rahmen seiner aufklärerischen Politik (Josephinismus) das Kloster aufgehoben und dessen Besitz säkularisiert. Bei der kaiserlichen Inventur 1787 bestand der Klosterkomplex aus 21 Zellen, zwei Speisesälen, einer Kapelle, einem Archiv, einem Oratorium, zwei beheizbaren Zimmern für den Abt, einer Küche sowie Toiletten. Daneben gab es noch einen Weinkeller, drei Speisekammern sowie Ställe und Getreidestadel. Ergänzt wurden der Klosterbereich durch die im 18. Jahrhundert errichtete Sankt-Anna-Kapelle auf der Nordseite der Anlage.
1802 durften die Prämonstratenser unter Kaiser Franz II. nach Türje zurückkehren. Die neuen Mönche kamen aus dem Mutterkloster Hradisch in Mähren (heute Tschechien). Die Abtei unterstand nun nicht mehr dem Kloster Hradisch, sondern war wieder – wie schon von 1260 bis 1532 – eine eigenständige Abtei.
Ende des 19. Jahrhunderts kam es unter Nándor Peppert zu einer ersten Renovierung. Bei einer weiteren Renovierung 1900 wurden u. a. die Fresken erneuert und die Bilder der Altäre nach Steinamanger gebracht und durch Kopien ersetzt.
1921 wurden die Türme re-romanisiert und die Turmhauben neu aufgesetzt.
1948 wurde die Klosterschule verstaatlicht, und 1950 wurde das Kloster im Rahmen der Sozialisierungspolitik der Volksrepublik Ungarn aufgelassen und verstaatlicht. Nach einer Zeit des Leerstandes diente es als Lager. Heute sind die Klosterräume renoviert und beherbergen ein Alten- und Pflegeheim.

## Architektur

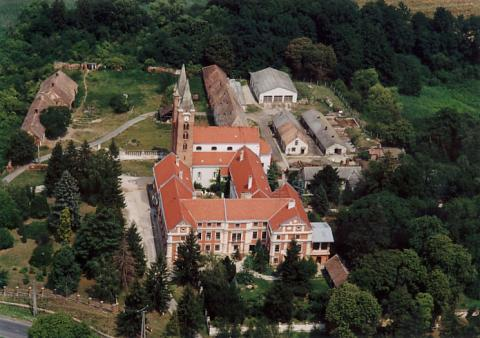
Das Kloster aus der Vogelschau

Die Klosterkirche ist eine der wenigen Backsteinkirchen in Ungarn im sogenannten Árpád-Stil. Die Kirche ist ungefähr 22 m lang und 12 m breit.
Es handelt sich um eine dreischiffige spätromanische Basilika, die später frühgotisch umgeformt wurde. Der Grundriss der Basilika blieb bis heute unverändert. Wie in der damaligen Zeit üblich, wurde sie in Ost-West-Richtung ausgerichtet, mit zwei Türmen und dem Haupteingang im Westen und kleiner Apsis im Osten. An den Türmen und der Fensterrose sind deutlich gotische Einflüsse sichtbar.
Die Decke bestand aus einem frühgotischen Kreuzrippengewölbe, das nur noch im hinteren Teil des Mittelschiffs erhalten ist, und wird von zweimal zwei achteckigen Innenpfeilern gestützt.
Während der Bauarbeiten für das neue Kloster im 18. Jahrhundert wurde die Klosterkirche barockisiert, so wurden unter anderem die Turmfenster verändert, eine neue Decke eingezogen und die gotische Fensterrose über dem Westeingang barockisiert.
An der Nordseite befand sich eine vorwiegend aus Holz gebaute Sankt-Anna-Kapelle, die in den Kriegswirren des 16. Jahrhunderts abbrannte. Gleichzeitig mit dem Klosterneubau wurde auch die Kapelle an alter Stelle im barocken Stil neu errichtet.
1900 wurden die Außenfassade sowie die Fresken renoviert. Die Westfassade wurde zusammen mit den Türmen 1920 bis 1921 unter Kalman Lux renoviert, wobei der originale Zustand der Fenster vor der barocken Umgestaltung wieder hergestellt wurde. Zusätzlich wurden die Türme mit neuen höheren Hauben versehen.

## Innenraum
Da die Kirche 1761 bis 1763 im barocken Stil ausgeschmückt wurde, ist von der ursprünglichen Ausstattung fast nichts mehr vorhanden. Ältester Teil der Inneneinrichtung ist ein Steintabernakel mit einem schmiedeeisernen Tor aus dem Jahr 1478 an der Südseite der Kirche.
Die neue Innenausstattung der Kirche war vor allem das Werk von Stephan Dorfmeister, der den Chor sowie den Altarraum mit Fresken ausschmückte (Jesu Vorstellung im Tempel; die Himmelskönigin; die vier Evangelisten; alle 1762/63) sowie mehrere großformatige Altarbilder anfertigte. Ein Teil der Fresken wurden später übertüncht. Dorfmeisters Hauptaltarbild Mariae Verkündigung befindet sich heute im Museum in Steinamanger, in der Kirche hängt eine Kopie.
Die Nebenaltarbilder Sankt Norbert und Sankt Augustin (alle Öl auf Leinwand) wurden bei einer Renovierung um 1900 in das Prämonstratenserhaus in Steinamanger gebracht. Ihr heutiger Aufbewahrungsort ist nicht bekannt.
Die St.-Anna-Kapelle wurde ebenfalls von Dorfmeister mit Fresken ausgeschmückt. Sie enthält unter anderem die allegorische Darstellung von Glauben, Liebe und Hoffnung sowie die Heilige Anna. In der Kuppel befindet sich eine Darstellung der Geburt Jesu.
Die restliche Innenausstattung wie Altäre, Beichtstühle, Kanzel, Taufbecken stammen ebenfalls aus dieser Zeit. Die Orgel von Ignaz Kober stammt aus dem Anfang des 19. Jahrhunderts.

## Sankt-Ladislaus-Legende

Ausschnitt aus dem Sankt-Ladislaus-Fresko

An der Nordseite der Kirche wurde 2005 ein Fresko aus dem Mittelalter entdeckt, das jahrhundertelang übertüncht war. Es handelt sich um Darstellungen aus der Sankt-Ladislaus-Legende; diese Darstellungen gibt es nur viermal in Ungarn (Tereske, Ocsa, Vizsoly und Felsö-Tisza) und stellt ein kulturgeschichtliches Denkmal ersten Ranges dar.
Die Legende berichtet, wie König Ladislaus I. 1091 in einer entscheidenden Schlacht die Kumanen besiegte. Während des Kampfes ging seinen Kämpfern das Wasser aus, und Ladislaus hieb mit seiner Axt gegen einen Felsen, worauf Wasser hervorquoll. So konnte er mit göttlicher Hilfe seine Feinde besiegen. Nach seinem Tod bei Esztergom trugen zwei Engel seinen Leichnam ins ca. 400 km entfernte Nagyvárad (deutsch: Großwardein), damit er dort in der von ihm gegründeten Kathedrale beigesetzt werden konnte. Als man hundert Jahre später den Sarkophag öffnete, war sein Leichnam noch unversehrt. Laut der Legende schläft er nur fest und wird aufwachen, wenn Ungarn seiner Hilfe bedarf. Dem Mythos liegen vorchristliche magyarische Erzählungen aus dem asiatischen Raum zugrunde.

## Siegel

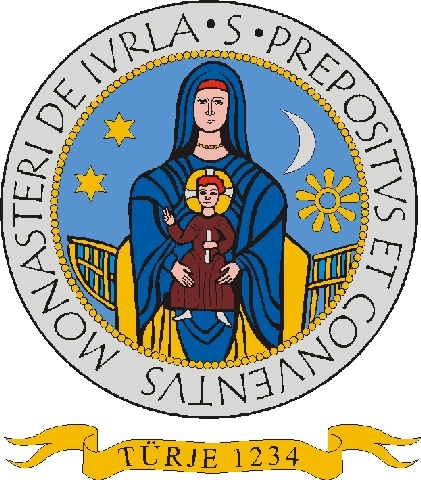
Siegel der Propstei Türje

Das Siegel trägt die lateinische Umrandung PREPOSITVS CONVENTVS MONASTERI DE IVRLA (richtig: Praepositus conventus monasterii de Iurla), Besitz und Konvent des Klosters zu Türje. Die Wappenfigur Maria mit dem Jesukind steht für den Namen der Kirche Mariae Verkündigung. Sonne, Mond und Sterne sind Symbole für die Allmacht Gottes. Das Spruchband „Türje 1234“ gehört nicht zum Klostersiegel und wurde erst später eingesetzt.

## Liste der Pröpste von Türje
- Santhus 1264.
- A . . . 1268.
- Johannes 1279.
- Nicolaus 1281.
- Martinus 1301.
- Johannes 1303.
- Stephanus 1316.
- Blasiius 1322.
- Michael 1327–1338
- Johannes 1339.
- Petrus 1351.
- Johannes 1358.
- Simon de Therle 1438.
- Andreas 1451.
- Martinus 1550.
- Mathias Santich 161?–1636
- Michael Prodszinsky 1668.
- Michael Dvornikovich 1703.
- Adalbertus Pintár, can. Pernecensis, Administrator 1703–1718, Praepositus 1718–1734
- Leopoldus Walthum 1734–1741
- Raphael Nolbeck 1738–1754; Abt von Hradisch
- Thaddaeus Schrabel 1754–1766; Abt von Hradisch
- Christophorus Girzik 1767–1770
- Isidorus Tichy 1770–1786

Ab 1802 war der Abt von Csorna gleichzeitig Propst von Türje
- Stephanus Harsányi 1802.
- Augustinus Buday 1803–1816
- Interregnum 1816–1820
- Paulus Gyöngyösy 1820–1857
- Emericus Szenczy 1858–1860
- Vincentius Simon 1860–1884
- Adolphus Kunc 1884–1905
- Gregorius Burány 1906–1929
- Hipploitus Gergy 1929–1935
- Nicolaus Steiner 1935–1942
- Eugenius Simonffy 1942–1945